# Emma Rabbe
Emma Irmgard Marina Rabbe Ramírez (Ottawa, Canadá; 18 de abril de 1969) es una modelo, actriz y exreina de belleza canadiense-venezolana. Conocida por su participación en el certamen Miss Venezuela en 1988 donde fue coronada como Miss Mundo Venezuela. Es hija de padre de nacionalidad canadiense y su madre venezolana. Graduada de Fisioterapeuta en el año 1994, en el Colegio Universitario de Rehabilitación «May Hamilton» en Caracas. Emma estuvo casada con el primer actor venezolano Daniel Alvarado desde 1998 hasta su divorcio en 2015. La pareja tiene tres hijos, Daniel Alejandro (nacido en 1999), José Diego (nacido en 2001) y Calvin Daniel (nacido el 3 de mayo  de 2007).

## Biografía
Hija de padre de nacionalidad canadiense y de madre venezolana. Graduada de Fisioterapeuta en el año 1994, en el Colegio Universitario de Rehabilitación «May Hamilton» De Caracas

## Vida personal
Emma estuvo casada con el actor venezolano Daniel Alvarado desde 1998 hasta 2015. La pareja tiene tres hijos, Daniel Alejandro nacido en 1999, José Diego nacido en 2001 y Calvin Daniel nacido el 3 de mayo de 2007

## Participación en certámenes de belleza
Emma compitió en Miss Venezuela 1988 como representante del Distrito Federal, obteniendo el título de Miss Mundo Venezuela. Luego viaja a Miami y participa en el Miss Hispanidad 1988 donde gana la corona el 1 de octubre de 1988. Posteriormente representa a Venezuela en el certamen de Miss Mundo 1988 celebrado las preliminares en España y la final realizada en el 17 de noviembre de 1988 en el teatro Royal Albert Hall en Londres, Inglaterra, donde llegó a ser tercera finalista y ganó el título Miss Mundo de las Américas

### Clasificación en el Miss Venezuela 1988
Realizado en el Teatro Municipal de Caracas, Caracas – Venezuela el viernes 5 de febrero de 1988.
- 1  Miss Miranda Yajaira Vera - Miss Venezuela 1988
- 2  Miss Distrito Federal Emma Rabbe - Miss World Venezuela 1988
- 3  Miss Península Goajira María Eugenia Duarte - Miss Venezuela International 1989
- 4  Miss Aragua Constanza Giner  - Miss Venezuela Wonderland 1989
- 5  Miss Portuguesa Marilisa Maronese - Miss Venezuela Latina 1988

### Clasificación en el Miss Hispanidad 1988
Realizado en Miami, Florida – Estados Unidos el 1 de septiembre de 1998.
- 1  Venezuela Emma Rabbe Ramírez
- 2  República Dominicana Yvette Peña Martínez
- 3  España Ofelia Rodríguez de León
- 4  Perú Paula Inés Palacios Dávila
- 5  Estados Unidos Lissett Abraham

### Clasificación en el Miss Mundo 1988
Realizado en el Teatro Royal Albert Hall de Londres– Reino Unido el 17 de noviembre de 1998.
- 1   Islandia Linda Pétursdóttir Miss - Mundo de Europe
- 2   Corea del Sur Choi Yeon-hee - Miss Mundo de Asia
- 3   Reino Unido Kirsty Roper
- 4   Venezuela Emma Irmgard Marina Rabbe Ramírez - Miss Mundo de las Américas
- 5   España Susana de la Llave Varón

## Filmografía
| Telenovela | Telenovela               | Telenovela                       | Telenovela |
| Año        | Telenovela               | Papel                            |            |
| ---------- | ------------------------ | -------------------------------- | ---------- |
| 2012       | Nacer contigo            | Alina Cordero De Fuentes         |            |
| 2011       | La viuda joven           | Penélope Arrechero               |            |
| 2009-2010  | Tomasa Tequiero          | Emilia Ferrara                   |            |
| 2008       | La Trepadora             | Fernanda Del Casal de Alcoy      |            |
| 2007       | Dr. G y las mujeres      | Marta Sánchez                    |            |
| 2005-2006  | Amor a palos             | Virginia Revueltas               |            |
| 2004       | ¡Qué buena se puso Lola! | Argelia León                     |            |
| 2002-2003  | Mi gorda bella           | Josefina «Tza-Tzá» Lanz Alvarado |            |
| 2000       | Hechizo de amor          | Ligia Valderrama                 |            |
| 1998-1999  | Reina de corazones       | Marlene Páez / Sara              |            |
| 1995-1996  | Pecado de amor           | Indira                           |            |
| 1994-1995  | Peligrosa                | Clementina Villegas              |            |
| 1991-1992  | Bellísima                | Gabriela Gruber                  |            |
| 1990-1991  | Adorable Mónica          | Mónica Suárez                    |            |
| 1989       | Maribel                  | Amalia Del Valle                 |            |

| Películas | Películas                   | Películas | Películas |
| Año       | Película                    | País      |           |
| --------- | --------------------------- | --------- | --------- |
| 1992      | La dulce tía: Vuelve la tía | Venezuela |           |
| 2007      | 13 segundos                 | Venezuela |           |

### Videos
- Emma Rabbe, MW Venezuela 1988

| Predecesor: Albany Lozada | Miss World Venezuela 1988          | Sucesor: Fabiola Candosín |
| Predecesor: Albany Lozada | Miss Mundo de las Américas 1988    | Sucesor: Leanne Caputo    |
| Predecesor: -             | Miss Hispanidad Internacional 1988 | Sucesor: Gloria Quintana  |

- Datos: Q598313
- Multimedia: Emma Rabbe / Q598313